# Pieszczanka wielka
Pieszczanka wielka (Rhombomys opimus) – roślinożerny gatunek ssaka azjatyckiego z podrodziny myszoskoczków (Gerbillinae) w obrębie rodziny myszowatych (Muridae), największy i prawdopodobnie najlepiej zbadany gatunek myszoskoczki (Gerbillinae). Na tak duże zainteresowanie naukowców zasłużył sobie z dwóch powodów: wyrządza znaczne szkody w uprawach rolnych i jednocześnie jest głównym nosicielem bakterii wywołujących dżumę.

## Zasięg występowania i biotop
Zasięg występowania tego gryzonia obejmuje większość obszarów zachodniej i środkowej Azji, głównie pustynnych – od Morza Kaspijskiego na południe po Iran i na wschód – po południową Mongolię i północne oraz środkowe Chiny. Występuje licznie na pustyniach piaszczystych i gliniastych, zwłaszcza w górzystych obszarach oraz na subtropikalnych stepach. Jest szeroko rozprzestrzeniony w Iranie, Turkmenistanie, Uzbekistanie i Kazachstanie. W Chinach występuje bardzo licznie na obszarach pustynnych i półpustynnych, z powodzeniem zasiedla suche koryta rzek porośnięte roślinnością krzewiastą. Zamieszkuje również na terenach rolniczych, gdzie wyrządza znaczne szkody w uprawach. Badania sekwencji DNA wykazały, że pieszczanka wielka szeroko rozprzestrzenił się na terenach Azji w ciągu ostatnich 12 tys. lat, co może mieć ścisły związek ze zmianami klimatu i z aktywnością człowieka.

## Taksonomia
Gatunek po raz pierwszy zgodnie z zasadami nazewnictwa binominalnego opisał w 1823 roku niemiecki zoolog Martin Lichtenstein nadając mu nazwę Meriones opimus. Holotyp pochodził z pustyni Karakum, w obwodzie kyzyłordyńskim, w Kazachstanie. Jedyny występujący współcześnie przedstawiciel rodzaju pieszczanka (Rhombomys).
We wcześniejszych ujęciach systematycznych R. opimus umieszczany był w rodzaju Meriones, a następnie przeniesiony do rodzaju Rhombomys, w oparciu o unikalne cechy uzębienia. Niedawna analiza molekularna wykazała, że R. opimus jest gatunkiem siostrzanym Brachiones przewalskii i obydwa należą do tego samego kladu co Psammomys obesus. Autorzy Illustrated Checklist of the Mammals of the World uznają ten takson za gatunek monotypowy.

### Etymologia
- Rhombomys: gr. ῥομβος rhombos „romb”; μυς mus, μυος muos „mysz”[19].
- opimus: łac. opimus „gruby, tłusty, tęgi”[20].

## Morfologia
Pieszczanka wielka jest zdecydowanie większa od pozostałych myszoskoczek oraz różni się od nich na tyle, że zaliczono ją do odrębnego rodzaju Rhombomys. Jej krępe ciało osiąga długość (bez ogona) 150–185 mm, a długość ogona 130–160 mm; długość ucha 12–19 mm, długość tylnej stopy 36–47 mm. Osiągają masę ciała 169–275 g.  Ma większą głowę i mniejsze uszy niż większość jego krewniaków. Wyróżnia ją też uzębienie hipsodontyczne oraz ogon – krótki, zakończony puklem włosów.

## Ekologia
Ten gryzoń jest dobrze przystosowany do warunków klimatycznych występujących na zajmowanym obszarze. Dobrze znosi zarówno gorące i suche lato, jak i bezśnieżne, wietrzne zimy. Może przetrwać długi okres suszy, maksymalnie wykorzystując wodę zawartą w zjadanym pokarmie. Prowadzi dzienny tryb życia. W czasie letnich upałów pieszczanki są aktywne o poranku i przed zmierzchem, natomiast zimą wykazują większą aktywność w ciągu dnia. Jego ubarwienie ochronne sprawia, że jest słabo widoczny na tle otoczenia.

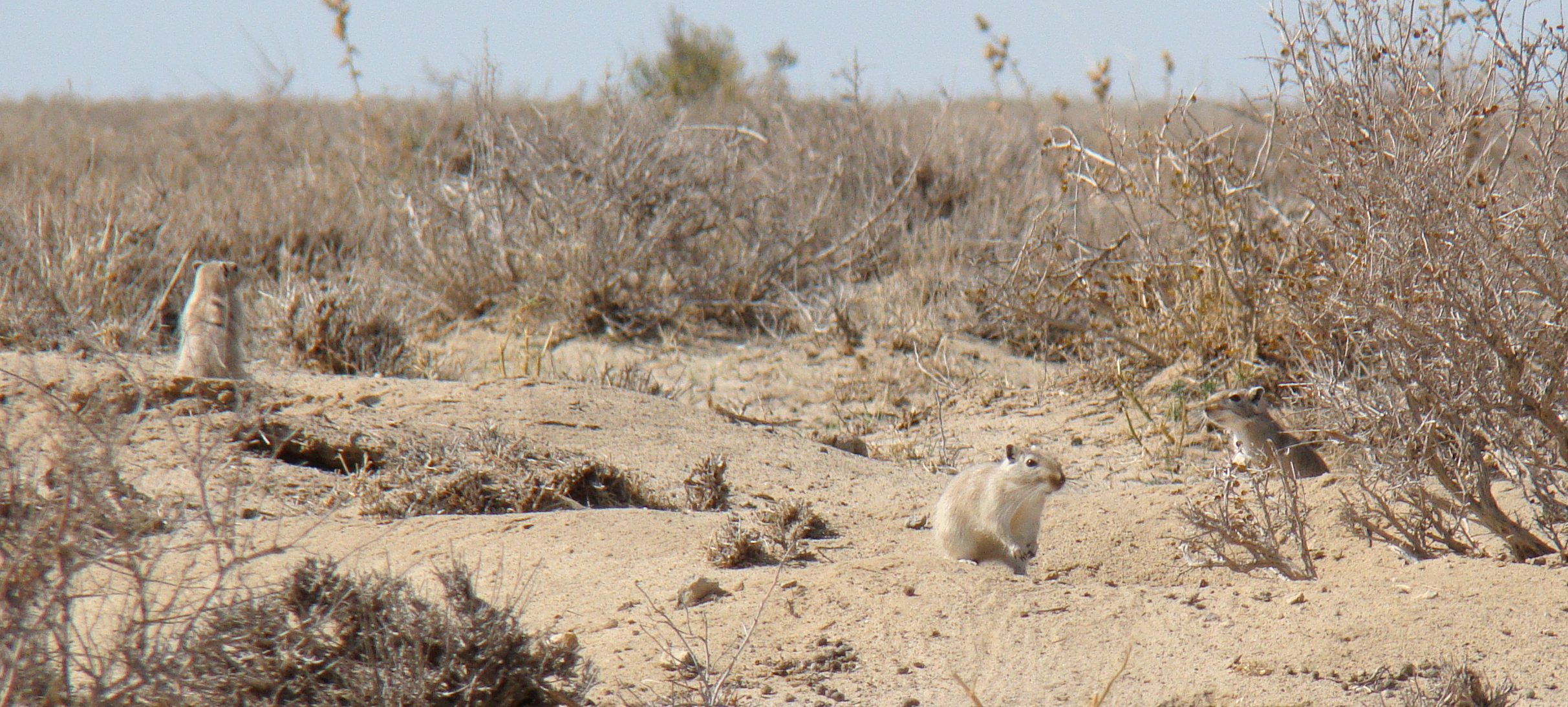
Grupa pieszczanek wielkich w pobliżu otworów wejściowych prowadzących do podziemnych nor

Budowa ucha środkowego umożliwia odbiór dźwięków o niskich częstotliwościach. Takie dźwięki wydają skrzydła ptaków drapieżnych, które są głównymi drapieżnikami polującymi na pieszczanki wielkie – są to głównie sowy i jastrzębie. Wśród naziemnych drapieżników najgroźniejszym dla gryzoni jest waran szary (Varanus griseus).
Pieszczanka wielka jest gatunkiem fakultatywnie socjalnym. Poszczególne osobniki często budują nory blisko siebie, w efekcie czego powstają nory połączone korytarzami, z czasem rozbudowywane do formy kolonii – są to systemy korytarzy połączonych z wieloma komorami, w których towarzyskie gryzonie gnieżdżą się oraz przechowują zapasy pokarmu na zimę. Zimą gromadzą się w przygotowanych norach dużymi grupami, aby się wzajemnie ogrzewać oraz chronić zapasy. Do przeżycia potrzebują stałej temperatury w zakresie 20–25 °C. Nory sięgają 1,5–2,5 m pod powierzchnię ziemi. Prowadzą do nich duże otwory wejściowe.
Opuszczone nory są ponownie zasiedlane, gdy liczebność populacji wzrasta. Wiele innych gatunków zwierząt również korzysta z nor opuszczonych przez pieszczanki.

## Rozród
Okres rozrodu przypada na porę deszczową – od kwietnia do września. W tym czasie każda z samic może wyprowadzić od dwóch do trzech miotów. Samica osiąga dojrzałość płciową w 3. lub 4. miesiącu życia. Ciąża trwa 23–32 dni, a liczba młodych w miocie waha się od 1 do 14. Średnia długość życia samców wynosi 2–3 lata, samice żyją średnio o rok dłużej. W niewoli żyją średnio około 4,5 roku.

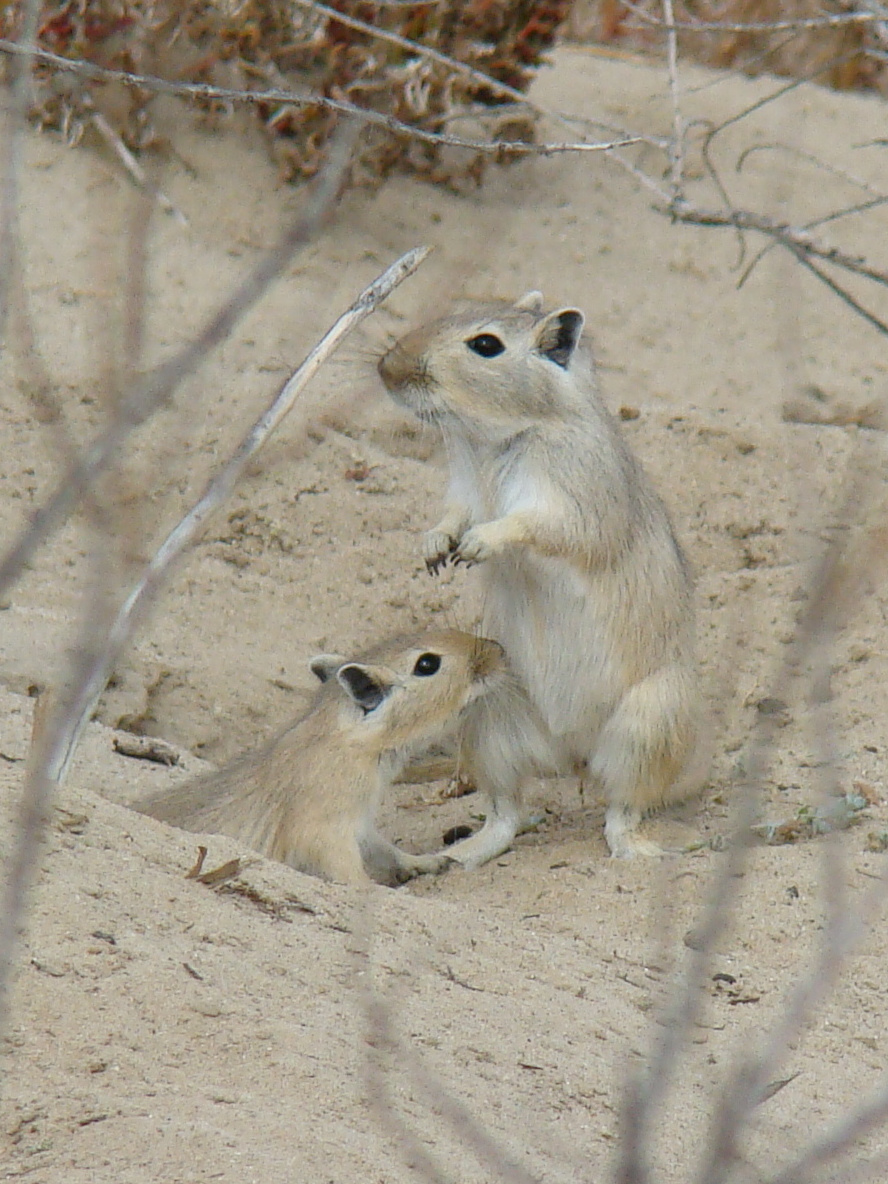
Rhombomys opimus

## Znaczenie dla człowieka
W całym zasięgu swojego występowania gatunek ten jest uważany za szkodnika. Niszczy uprawy, kanały irygacyjne oraz nasypy drogowe i kolejowe. Na terenach rolniczych wyrządza często znaczne szkody, ponieważ chomikuje na zimę znaczne ilości ziarna oraz części roślin. Przy dostatku pokarmu pieszczanki układają w pobliżu otworów wejściowych do nor stosy liści, oprócz zapasów gromadzonych w podziemnych komorach.
W Azji Środkowej jest głównym nosicielem pałeczki dżumy (Yersinia pestis).